# كيسوكي شيميزو
كيسوكي شيميزو (باليابانية: 清水 圭介) (25 نوفمبر 1988 في كاكوغاوا في اليابان – )؛ هو لاعب كرة قدم ياباني سابق كان يلعب كحارس مرمى.

## وصلات خارجية
- كيسوكي شيميزو على موقع رابطة كرة القدم اليابانية للمحترفين (اليابانية)
- كيسوكي شيميزو على موقع إي إس بي إن إف سي (الإنجليزية)
- كيسوكي شيميزو على موقع قاعدة بيانات كرة القدم.إي يو (الإنجليزية)
- كيسوكي شيميزو على موقع Soccerbase.com (لاعب) (الإنجليزية)
- كيسوكي شيميزو على موقع Soccerway.com (الإنجليزية)
- كيسوكي شيميزو على موقع عالم كرة القدم.نت (الإنجليزية)
- كيسوكي شيميزو على موقع كووورة